# Bysjöholmarna
Bysjöholmarna este o arie protejată (arie specială de conservare — SAC, sit de importanță comunitară — SCI) din Suedia întinsă pe o suprafață de 11,1 ha, integral pe uscat.

## Localizare
Centrul sitului Bysjöholmarna este situat la coordonatele 60°10′24″N 16°32′46″E / 60.1733°N 16.5461°E.

## Înființare
Situl Bysjöholmarna a fost declarat sit de importanță comunitară în ianuarie 1997 pentru a proteja un număr necunoscut de specii din flora spontană și fauna sălbatică aflate în arealul zonei. Situl a fost protejat și ca arie specială de conservare în martie 2011.

## Biodiversitate
Situată în ecoregiunea boreală, aria protejată conține 2 habitate naturale: Taiga vestică, Ape stătătoare oligotrofe până la mezotrofe, cu vegetație de Littorelletea uniflorae și/sau de Isoëto-Nanojuncetea.
La baza desemnării sitului se află un număr nedeclarat de specii protejate.